# Bonaventura Bonacolsi
Bonaventura Bonacolsi, conegut per "Butirone" fou fill de Joan Bonacolsi. Fou vicari de Màntua i governador de Mòdena. Va morir a Màntua el 1326. Es va casar amb Bonella Cavalcabo, filla de Cavalcabo Cavalcabo, marquès de Viadana, i va deixar dos fills: Guiuot Bonacolsi i Pinamonte II Bonacolsi.